# ادوارد چوباریان
ادوارد وارطانی چوباریان (ارمنی: Էդվարդ Վարդանի Չուբարյան؛ زادهٔ ۵ مهٔ ۱۹۳۶ - درگذشته ۱۷ سپتامبر ۲۰۲۱) یک فیزیکدان و استاد اهل ارمنستان بود.

## زندگی‌نامه
در ۵ مهٔ ۱۹۳۶ در اسپیتاک به دنیا آمد و از دانشگاه دولتی ایروان (۱۹۵۸) فارغ‌التحصیل شد. وی عضو فرهنگستان ملی علوم ارمنستان بود. وی همچنین برنده دانشمند شایسته جمهوری ارمنستان شده است. وی در ۱۷ سپتامبر ۲۰۲۱ در سن ۸۵ سالگی در ایروان درگذشت.

## یادداشت
1. ↑  ֆիզիկամաթեմատիկական գիտությունների դոկտոր
2. ↑  Հայաստանի Հանրապետության գիտության վաստակավոր գործիչ